# Mistrovství světa v alpském lyžování 2015 – Super-G žen
Super-G žen na Mistrovství světa v alpském lyžování 2015 se konalo v úterý 3. února jako úvodní závod šampionátu. Start naplánovaný na 11.00 hodinu místního času byl pro silný vítr odložen o třicet minut na 11:30 hodin. Došlo také ke snížení startovní brány o několik desítek metrů z 3 320 na 3 246 m n. m. Soutěže se zúčastnilo 46 závodnic z 21 států.
Obhájkyní vítězství byla slovinská lyžařka Tina Mazeová a úřadující olympijskou vítězkou v této disciplíně ze sočských her pak Rakušanka Anna Fenningerová.
Mistryní světa se stala 25letá Fenningerová, která v předešlé kariéře zvítězila, vyjma olympiády, pouze v jediném obřím slalomu světového poháru, když vyhrála závod v Ga-Pa 2011. V probíhající sezóně 2014/2015 však dojela třikrát na stříbrné pozici. K titulu uvedla: „Toužila jsem po zlaté medaili, ale že to nakonec dopadne, to bych si nepomyslela. Sama to doteď ještě moc nechápu.“ Ze světových šampionátů si tak připsala čtvrtou medaili, z toho druhou zlatou. 
S minimální ztrátou tří setin sekundy dojela na druhém místě Tina Mazeová, průběžná vedoucí závodnice světového poháru, čímž doplnila medailovou sbírku na dvě zlaté a šest stříbrných. Vítězka nejvíce závodů v historii ženského alpského lyžování Lindsey Vonnová si odvezla z domácího mistrovství bronz, když za šampionkou zaostala o patnáct setin sekundy. V probíhající sezóně v Super-G zaznamenala dva tituly ve Svatém Mořici a Cortině. Ke dvěma zlatým a třem stříbrným kovům ze světového mistrovství přidala první bronz.

## Medailistky
| Zlato   | Zlato                      | Stříbro | Stříbro                | Bronz   | Bronz                                  |
| ------- | -------------------------- | ------- | ---------------------- | ------- | -------------------------------------- |
| Portrét | Anna Fenningerová Rakousko | Portrét | Tina Mazeová Slovinsko | Portrét | Lindsey Vonnová Spojené státy americké |

## Výsledky
Start závodu naplánovaný na 11:00 hodin byl posunut o třicet minut.
| Pořadí                                                                                         | č. | závodnice                        | země            | čas     | ztráta |
| ---------------------------------------------------------------------------------------------- | -- | -------------------------------- | --------------- | ------- | ------ |
| 1.                                                                                             | 22 | Anna Fenningerová                | Rakousko        | 1:10.29 |        |
| 2.                                                                                             | 19 | Tina Mazeová                     | Slovinsko       | 1:10.32 | +0.03  |
| 3.                                                                                             | 18 | Lindsey Vonnová                  | USA             | 1:10.44 | +0.15  |
| 4.                                                                                             | 15 | Cornelia Hütterová               | Rakousko        | 1:10.55 | +0.26  |
| 5.                                                                                             | 10 | Viktoria Rebensburgová           | Německo         | 1:11.07 | +0.78  |
| 6.                                                                                             | 20 | Tina Weiratherová                | Lichtenštejnsko | 1:11.32 | +1.03  |
| 7.                                                                                             | 16 | Lara Gutová                      | Švýcarsko       | 1:11.57 | +1.28  |
| 8.                                                                                             | 13 | Kajsa Klingová                   | Švédsko         | 1:11.76 | +1.47  |
| 9.                                                                                             | 11 | Julia Mancusová                  | USA             | 1:11.94 | +1.65  |
| 10.                                                                                            | 2  | Elena Curtoniová                 | Itálie          | 1:11.97 | +1.68  |
| 11.                                                                                            | 29 | Veronique Hroneková              | Německo         | 1:12.11 | +1.82  |
| 12.                                                                                            | 12 | Nadia Fanchiniová                | Itálie          | 1:12.17 | +1.88  |
| 13.                                                                                            | 14 | Stacey Cooková                   | USA             | 1:12.22 | +1.93  |
| 14.                                                                                            | 1  | Marie Jay Marchandová-Arvierová  | Francie         | 1:12.27 | +1.98  |
| 15.                                                                                            | 28 | Laurenne Rossová                 | USA             | 1:12.30 | +2.01  |
| 16.                                                                                            | 5  | Priska Nuferová                  | Švýcarsko       | 1:12.39 | +2.10  |
| 17.                                                                                            | 6  | Ilka Štuhecová                   | Slovinsko       | 1:12.49 | +2.20  |
| 18.                                                                                            | 3  | Francesca Marsagliová            | Itálie          | 1:12.62 | +2.33  |
| 19.                                                                                            | 26 | Valérie Grenierová               | Kanada          | 1:12.66 | +2.37  |
| 20.                                                                                            | 8  | Ragnhild Mowinckelová            | Norsko          | 1:12.69 | +2.40  |
| 21.                                                                                            | 23 | Carolina Ruizová Castillová      | Španělsko       | 1:12.71 | +2.42  |
| 22.                                                                                            | 7  | Fabienne Suterová                | Švýcarsko       | 1:12.75 | +2.46  |
| 23.                                                                                            | 30 | Margot Bailetová                 | Francie         | 1:13.18 | +2.89  |
| 24.                                                                                            | 24 | Tessa Worleyová                  | Francie         | 1:13.40 | +3.11  |
| 25.                                                                                            | 32 | Maria Therese Tvibergová         | Norsko          | 1:13.47 | +3.18  |
| 26.                                                                                            | 4  | Jennifer Piotová                 | Francie         | 1:13.78 | +3.49  |
| 27.                                                                                            | 35 | Vanja Brodniková                 | Slovinsko       | 1:14.25 | +3.96  |
| 28.                                                                                            | 25 | Larisa Yurkiwová                 | Kanada          | 1:14.37 | +4.08  |
| 29.                                                                                            | 37 | Greta Smallová                   | Austrálie       | 1:15.14 | +4.85  |
| 30.                                                                                            | 39 | Leona Popovićová                 | Chorvatsko      | 1:15.28 | +4.99  |
| 31.                                                                                            | 31 | Klára Křížová                    | Česko           | 1:15.36 | +5.07  |
| 32.                                                                                            | 42 | Kateřina Pauláthová              | Česko           | 1:15.55 | +5.26  |
| 33.                                                                                            | 40 | Noelle Barahonová                | Chile           | 1:15.74 | +5.45  |
| 34.                                                                                            | 38 | Maryna Gąsienica-Danielová       | Polsko          | 1:16.26 | +5.97  |
| 35.                                                                                            | 45 | Bohdana Macocká                  | Ukrajina        | 1:16.73 | +6.44  |
| 36.                                                                                            | 34 | Andrea Komšićová                 | Chorvatsko      | 1:16.91 | +6.62  |
| 37.                                                                                            | 36 | Macarena Simariová Birknerová    | Argentina       | 1:18.18 | +7.89  |
| 38.                                                                                            | 43 | Tetjana Tikunová                 | Ukrajina        | 1:19.16 | +8.87  |
| 39.                                                                                            | 44 | María Belén Simariová Birknerová | Argentina       | 1:19.34 | +9.05  |
| —                                                                                              | 9  | Daniela Merighettiová            | Itálie          | DNF     |        |
| —                                                                                              | 17 | Nicole Hospová                   | Rakousko        | DNF     |        |
| —                                                                                              | 21 | Elisabeth Görglová               | Rakousko        | DNF     |        |
| —                                                                                              | 27 | Marie-Michèle Gagnonová          | Kanada          | DNF     |        |
| —                                                                                              | 33 | Edit Miklósová                   | Maďarsko        | DNF     |        |
| —                                                                                              | 41 | Alexandra Colettiová             | Monako          | DNF     |        |
| —                                                                                              | 46 | Angélica Simariová Birknerová    | Argentina       | DNF     |        |
| Č. – startovní číslo závodnice, DNS – závodnice nenastoupila na start, DNF – nedojela do cíle. |    |                                  |                 |         |        |